# Ioan Lahovary (monitor)

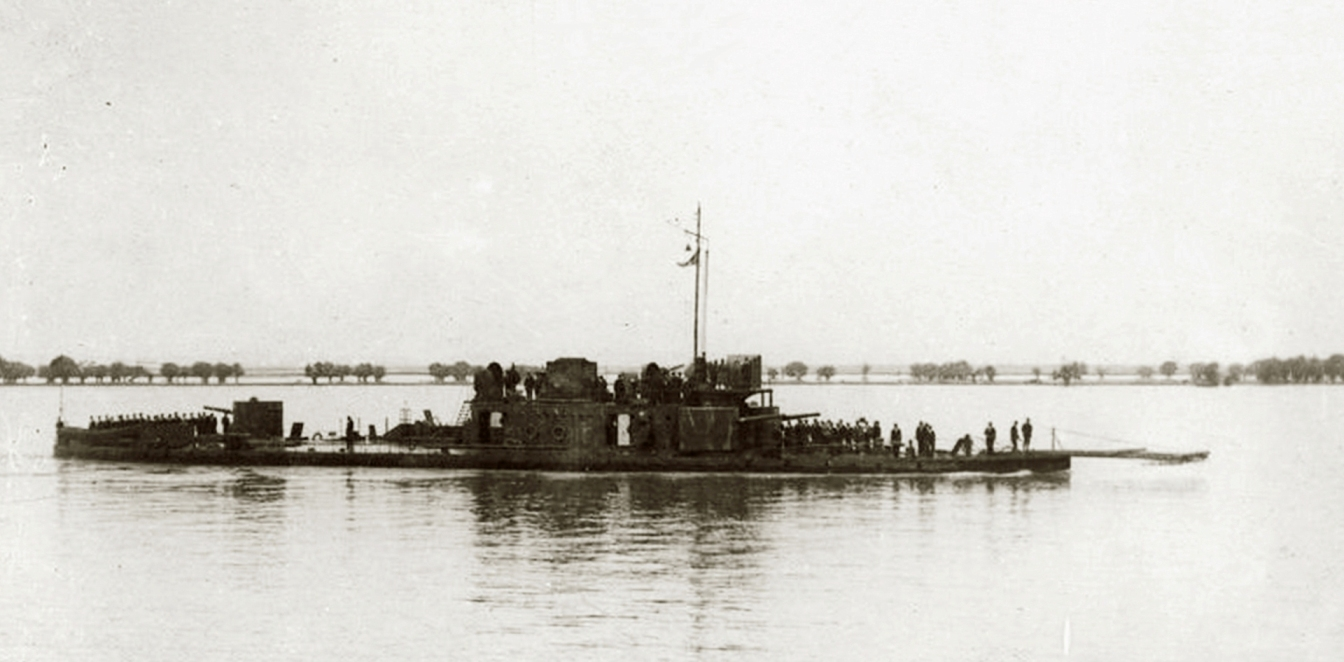
Monitor din clasa „Brătianu”

Ioan Lahovary a fost un monitor fluvial din înzestrarea marinei militare române, din perioada Primului Război Mondial.

## Date tehnice
A făcut parte - alături de monitoarele Ion C. Brătianu, Lascăr Catargiu și Mihail Kogălniceanu - dintr-o serie de patru nave similare, comandate de statul român la șantierele navale din Trieste și ansamblate la Șantierul Naval Galați, în perioada 1907-1908.
Nava avea un deplasament de 680 tone, fiind înzestrată cu trei tunuri de 120 mm Skoda, patru tunuri de 47 mm Skoda, două mortiere de 120 mm Skoda, și două mitraliere Maxim de 6,5 mm. 

## Participarea la operații

### Primul Război Mondial
La declararea mobilizării din 1916, monitorul Lahovary era comandat de locotenent-comandorul, Alexandru Popovici, având ca secund pe căpitanul Eugeniu Roșca. 
În perioada participării României la Primul Război Mondial, flotila de monitoare a executat misiuni de sprijin a forțelor pe timpul Bătăliei de la Turtucaia și a  a acțiunilor militare din Dobrogea.
În partea a doua a campaniei monitoarele au executat misiuni de apărare a Deltei Dunării.